# 許坤仲
許坤仲（1935年—2023年3月11日），本名白浪·巴瓦瓦隆，出生於屏東縣三地門鄉達瓦蘭（Tjavadran）大社部落，現居於瑪家鄉禮納里（Rinari）大社永久屋社區，為排灣族的口鼻笛演奏家，也是傳統禮刀製作耆老，族人稱他為Pulima（排灣語：直譯為很多手的人，意指手藝精巧、手會說話）。許坤仲自十七歲起開始吹奏口鼻笛，迄今已逾半世紀，曾獲文化部選為「人間國寶」，他吹奏的笛音亦曾為電影《超級公民》編曲配樂，獲得亞太影展最佳配樂獎。

## 生平
許坤仲（Pairang Pavavaljung）的家族在排灣族裡是藝匠世家，在部落中的分工為「美的釋放」（Malang）。族名「白浪」（Pairang）是由祖先傳承而來，本意為「平地人」，意指與平地的鋤頭師傅同樣出色，反映了家族流傳的工匠基礎。其父親是部落中出色而受人尊敬的工藝匠師，擅長刀、鞘、弓、箭、鼻笛與口笛等物件的製作。從小耳濡父親吹奏口鼻笛，許坤仲萌生對笛藝的喜愛。幼時許坤仲接受過兩年的日本教育，求學期間在語言、知識上收穫良多。
迨日本教育因戰敗停止後，許坤仲已達十二歲。從小觀察父親手藝與吹奏技術的他，開始接受父親的指導，透過邊看、邊詢問的方式來學習。除遵照父親傳授的技巧，也融入自己的新方式，研究如何增進笛藝。根據國立傳統藝術中心的「技藝．記憶-傳統藝術藝人口述歷史影像紀錄計畫」紀錄片，許坤仲表示因自身勤奮不懈，學習不久後即在同儕間展露頭角，父親的肯定更為他加添自信心。十七歲時，許坤仲已精通吹奏、製作及雕鑿等口鼻笛技術。同時間，製作禮刀的相關技術也從父親身上習得。
2023年3月11日辭世，享壽89歲。同年20日舉辦告別禮拜，時任文化部政務次長李靜慧代表頒贈總統褒揚令，由其子女撒古流‧巴瓦瓦隆、伊誕‧巴瓦瓦隆、勒格艾‧巴瓦瓦隆及娪艾‧巴瓦瓦隆等共同代表受贈。

## 家庭
許坤仲一家都是傑出的文化工作者。大兒子撒古流·巴瓦瓦隆（Sakulu Pavavaljung）是著名的排灣族工藝家。為復興排灣族傳統工藝與文化傳承，其於1984年設立古流工作室，並於2018年獲選第二十屆國家文藝獎。另外，其亦推動母語教育與部落青年回流運動。
二兒子伊誕·巴瓦瓦隆（Etan Pavavaljung）以特殊的「紋砌刻畫」（venecik）作為主要的創作形式，紋砌刻畫是由排灣族語的ve–ne–cik轉譯而來。vecik是紋路、圖像的意思，對排灣族而言，此為一種古傳的書寫方式。伊誕．巴瓦瓦隆將其延伸法展為一種創作手法，類似木刻版畫，但不翻印於紙上，而是直接在木板上色。他多次開設個人特展，出版有《山上的風很香：遇見伊誕的紋砌刻畫》等書籍。亦從事影像工作，以攝影記錄部落。另創有伊誕創藝視界企業社，以多元方式使大眾認識原住民族藝術。
孫子磊勒丹·巴瓦瓦隆（Reretan Pavavaljung）以油畫、平面設計與平面繪畫作為主要創作方向，其靈感取自於生活周遭，作品則具有排灣族風格與個人特色，另創有個人品牌–阿迪丹文化藝術，將作品擴展為各式文創品。

## 榮譽
| 年份   | 提名作品           | 獎項                                                             | 結果 |
| ------ | ------------------ | ---------------------------------------------------------------- | ---- |
| 1998年 | 《超級公民》配樂   | 第43屆亞太影展最佳音樂                                           | 獲獎 |
| 2010年 | 排灣族口鼻笛       | 傳統藝術類文化資產保存者                                         | 獲獎 |
| 2011年 |                    | 行政院原住民族委員會原住民駐村藝術工作者薪傳成就類               | 獲獎 |
| 2011年 |                    | 文建會傳統藝術類文化資產保存者                                   | 獲獎 |
| 2012年 | 《傳唱愛戀的兄弟》 | 第23屆傳統暨藝術音樂金曲獎                                       | 入圍 |
| 2018年 |                    | 傳統藝術中心重要傳統表演藝術保存者（團體）接班人傳習演出計畫藝師 | 獲獎 |

## 貢獻

### 文化推廣
2011年，許坤仲獲選為文化部人間國寶後，推動口鼻笛傳承，致力於傳承排灣族口鼻笛吹奏與製作技藝，以工藝、樂音傳遞文化。2018年參與國立傳統藝術中心主辦的「國家級登錄無形文化資產－重要傳統表演藝術保存者接班人傳習演出計畫」，與其學生伊誕・巴瓦瓦隆、撒古流・巴瓦瓦隆．瑪拿妮凱於宜蘭傳藝園區演出《愛戀排灣口鼻笛》，與民眾分享原住民傳統藝術之美。

### 技藝教育
許坤仲亦投身教育，受地磨兒國小邀請教學口笛及鼻笛，國小教師認為現代笛子無法吹出傳統笛子的曲調，因此請許坤仲親手製作笛子與創作歌曲，傳承傳統古調，至今已教出三十多位徒弟，其第一屆學生更已經開始接受外界邀請進行表演、教學與比賽。
許坤仲在「技藝．記憶-傳統藝術藝人口述歷史影像紀錄計畫」中表示若學生願意學習，他十分樂意教學，但他認為學生若要更精進技法，必須自己去學習進修，甚至是透過歌謠的學習進一步學習族語，藉此認識原住民文化。

## 音樂作品
《傳唱愛戀的兄弟》

2011年8月發行，收錄十一首曲目及紀錄片，以紀錄片形式呈現原住民部落的樂音及變遷。
| 曲序 | 曲目                                            |
| ---- | ----------------------------------------------- |
| 1.   | 叫心裡醒來的愛戀笛音(雙管口笛)                  |
| 2.   | 陪伴生命的田野之聲(雙管口笛)                    |
| 3.   | 記憶中的歡樂之歌(雙管口笛)                      |
| 4.   | 遙想記憶的民謠(雙管口笛)                        |
| 5.   | si-kai-vavuavu/在田園回首年少時(雙管口笛&吟唱)  |
| 6.   | 太陽餘暉時(雙管口笛)                            |
| 7.   | Quljimai/歡愉像盛開的花(雙管口笛&吟唱)          |
| 8.   | 愛戀琴音(口琴)                                  |
| 9.   | 在田野間的美麗天堂(雙管口笛)                    |
| 10.  | Qai-lja-ljai戀慕你的容顏你的美麗(雙管口笛&吟唱) |
| 11.  | 傳唱愛戀的兄弟(雙管口笛)                        |

《原味音樂來辦桌》
2012年10月30日發行，收錄台灣16個族群的歌謠，其中收錄許坤仲所吹奏〈palinget雙管竹製縱笛獨奏〉一曲。

## 近年演出經歷
- 2011年 原住民藝術工作者駐村計畫[17]
- 2018年 國家級登錄無形文化資產－重要傳統表演藝術保存者（團體）接班人傳習演出計畫[18]
- 2020年 辦桌‧看戲-戲中滋味 在地口味[19]

## 受訪紀錄片
- 2000年 胡台麗《愛戀排灣笛》[20]
- 2008年 原住民族電視台《在那山說故事的手》[21]
- 2015年 伊誕．巴瓦瓦隆《戀戀石板屋外的笛音：記許坤仲先生的愛戀笛音》[22]